# Catamarca (tỉnh)
Catamarca là một tỉnh của Argentina, nằm ở tây bắc quốc gia này. Tỉnh có dân số 334.568 người theo điều tra năm 2001, và tồng diện tích là 102.602 km². Tỷ lệ biết chữ là 95,5%. Các tỉnh giáp ranh là (theo chiều kim đồng hồ, từ phía bắc): Salta, Tucumán, Santiago del Estero, Córdoba, và La Rioja. Phía tây giáp các vùng Atacama và Antofagasta của Chile.
Thủ phủ là San Fernando del Valle de Catamarca, thường viết ngắn gọn thành Catamarca. Các thành phố quan trọng khác gồm Andalgalá, Tinogasta, và Belén.

## Phân chia hành chính

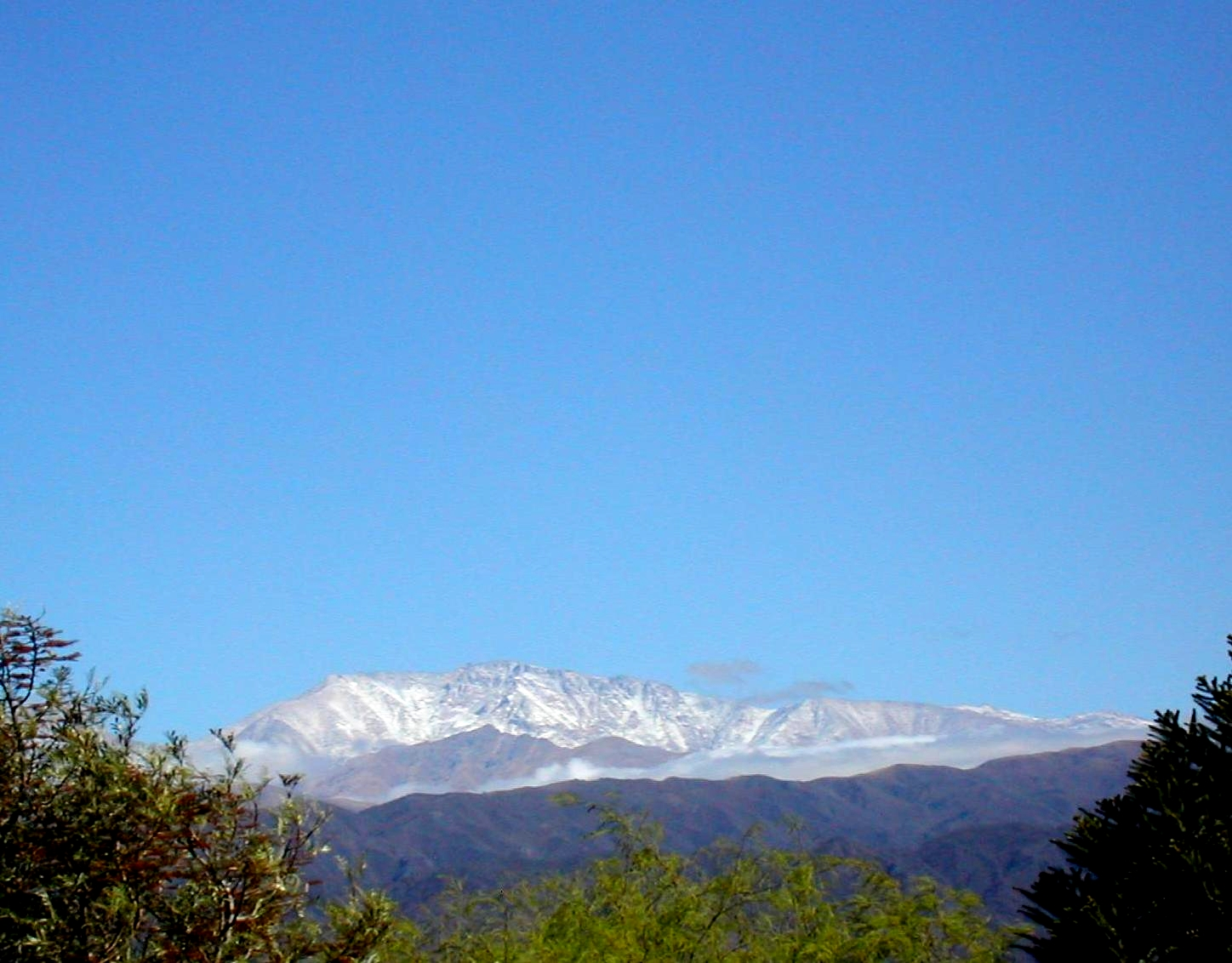
Mount El Manchao.

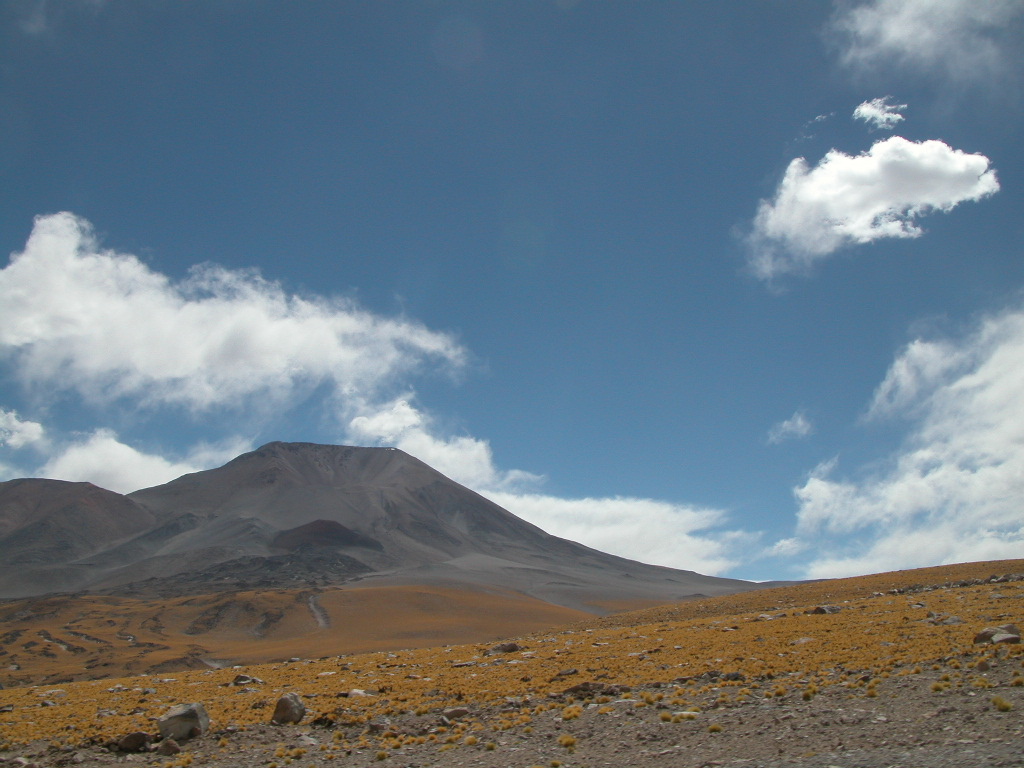
Đèo San Francisco, gần biên giới với Chile.

Tỉnh được chia ra thành 16 departamento (tiếng Tây Ban Nha: departamentos).
Departamento (thủ phủ)
1. Ambato Department (La Puerta)
2. Ancasti Department (Ancasti)
3. Andalgalá Department (Andalgalá)
4. Antofagasta de la Sierra Department (Antofagasta de la Sierra)
5. Belén Department (Belén)
6. Capayán Department (Huillapima)
7. Capital Department (San Fernando del Valle de Catamarca)
8. El Alto Department (El Alto)
9. Fray Mamerto Esquiú Department (San José)
10. La Paz Department (Recreo)
11. Paclín Department (La Merced)
12. Pomán Department (Saujil)
13. Santa María Department (Santa María)
14. Santa Rosa Department (Bañado de Ovanta)
15. Tinogasta Department (Tinogasta)
16. Valle Viejo Department (San Isidro)

## Người dân nổi tiếng
- Emilio Caraffa
- Daniel Díaz
- Mamerto Esquiú
- Vicente Saadi